# Ixias malumsinicum
Ixias malumsinicum is een vlindersoort uit de familie van de Pieridae (witjes), onderfamilie Pierinae.
Ixias malumsinicum werd in 1897 beschreven door Thieme.